# Somogy Éditions d'art
Somogy Éditions d'Art est une maison d'édition française de livres d’art fondée par Aimery Somogy le 15 juin 1937. Elle s’est spécialisée dans les coéditions de catalogues d’expositions pour les musées et les institutions patrimoniales. Le capital est détenu par le groupe LBM de Louise Blouin.

## Fondateur
Emeric Somogyi est né le 1er mars 1897 à Bečej, au sein de la communauté juive hongroise de cette ville. Il émigre en France en 1925 et fonde son entreprise en 1937. Il ne demande officiellement sa naturalisation française qu’en 1964, prononcée par le décret du 28 janvier 1965 ; Emeric Somogyi devient légalement à cette date Aimery Somogy. Il trouve la mort le 29 décembre 1991 à l’âge de 94 ans, à l’hôpital Ambroise-Paré de Boulogne-Billancourt.

## Librairie Somogy
Fondée le 15 juin 1937 à Paris, par Emeric Somogyi, la Librairie Somogy, maison d’édition et librairie en gros, s'installe au no 95 puis 91 de la rue de Rennes. Elle commence son parcours avec la publication d’essais ou d’œuvres de fiction françaises et étrangères. Aimery Somogy appuie le développement de sa maison d’édition sur le principe de la coédition, en acquérant les droits de traduction de livres étrangers, puis en proposant l’impression et la mise à disposition d’exemplaires aux grandes maisons d’éditions françaises ou de clubs de lecteurs.
Cette maison d’édition rencontre le succès avec la publication en 1938 du brûlot anti-nazi d’Hermann Rauschning, Hitler m’a dit, 213 000 exemplaires vendus en cinq mois. L’ouvrage est constamment réimprimé jusqu’à la déclaration de guerre. Cela entraîne dès le 29 octobre 1940 la mise sous tutelle par ordonnance de la maison avec nomination d’un administrateur provisoire du fonds, puis à une fermeture forcée par les autorités allemandes durant toute l’Occupation. Hermann Rauschning est un ancien membre du parti nazi, devenu un opposant, et son ouvrage prétend relater des entretiens particuliers avec Hitler. L’authenticité des propos rapportés est cependant remise en cause, aujourd’hui, par plusieurs historiens, dont Ian Kershaw.

## Éditions Aimery Somogy
En 1945, Aimery Somogy publie Spartacus d’Arthur Koestler. Le 15 juin 1946, il reprend possession de ses anciens biens. Aimery Somogy change alors le nom de la maison en Éditions Aimery Somogy et récupère l’ensemble de ses droits. D'abord une SARL, l'entreprise prend le statut de SA en octobre 1959. Le 1er octobre 1984, elle installe son siège social au 20 avenue Rapp.
Éditeur d’œuvres de fiction et d’essais politiques, il abandonne ces deux activités en 1948 pour se consacrer exclusivement à l’édition de livres d’art, en particulier de monographies de peintres. Il applique alors sa méthode de coédition aux livres d’art et devient, pendant des années, le fournisseur attitré de grandes maisons d’éditions européennes et internationales (Thames & Hudson, Bertelsmann, Harry N. Abrams N.V., Éditions Corvins, Ediciones Daimon, Editorial Verbo…).
Par l’intermédiaire des Éditions Pierre Tisné et d’Emery Reves, journaliste et grand collectionneur d’art, spécialiste des impressionnistes et post-impressionnistes, il s’entoure de conservateurs de musées et historiens d’art : Jean Adhémar, Renée Arbour, Germain Bazin, Marcel Brion, Pierre Cabanne, Jean Cassou, Frank Elgar, Robert Genaille, Jacques Lassaigne, etc.
À la mort d’Aimery Somogy, celui-ci n’ayant pas d’héritier direct, une ordonnance prise le 31 décembre 1991 par le tribunal de commerce de Paris nomme un administrateur provisoire jusqu’au 12 août 1992. À cette date, la société Éditions Aimery Somogy est cédée à la société Les Éditions de l’Amateur associée à des repreneurs particuliers qui fondent la société actuelle.
La société Éditions Aimery Somogy est radiée le 10 juin 2013.

## Somogy Éditions d’Art
Nicolas Neumann, directeur littéraire aux Éditions Aimery Somogy depuis 1989, reprend la maison d’édition et rachète le fond en 1992, à hauteur de 63 % du capital, le reste par les Éditions de l'Amateur,, pour fonder Somogy Éditions d’art.
Dès 1993, la SARL reprend le principe des partenariats éditoriaux pour l’étendre à la coédition de catalogues d’exposition, d’abord avec la BPI et la Bibliothèque Forney, avant de l'appliquer auprès des musées. Le 1er avril 1997, Somogy Éditions d’art transfère son siège social au 4 passage de la Main-d'Or. Début 2000, un nouvel actionnaire, Nicolas Philippe, associé-gérant de CPI, prend 66 % du capital. Le 8 novembre 2000, le siège social déménage de nouveau pour le 57 rue de la Roquette. En 2004, Somogy Éditions d’art entre dans le groupe de presse international LBM, dirigé par Louise Blouin, basé à New York et Londres. En 2006, Somogy Éditions d'Art prend successivement le statut de SA puis de SASU,,. Le siège social est transféré le 24 mars 2019 au 103 rue de Grenelle, puis le 5 septembre 2019 au 19 boulevard Malesherbes, et enfin le 10 décembre 2020 au 13-15 rue Taitbout, son adresse actuelle.
La liquidation judiciaire de Somogy Éditions d'Art est prononcée par le tribunal de commerce de Paris le 25 février 2022,.